# Jeu de quilles

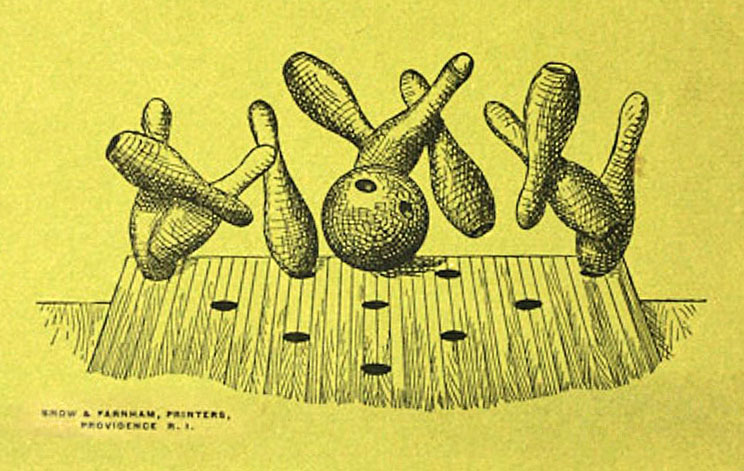
Jeu de quilles (1895).

Le jeu de quilles est une activité sportive dans laquelle le joueur fait rouler ou jette un projectile (souvent une boule) afin de renverser un certain nombre de quilles.
Il existe diverses variantes de jeux de quilles, que ce soit dans le nombre de quilles, la grosseur de la boule, les règles du jeu, la surface de jeu, etc.

## Historique

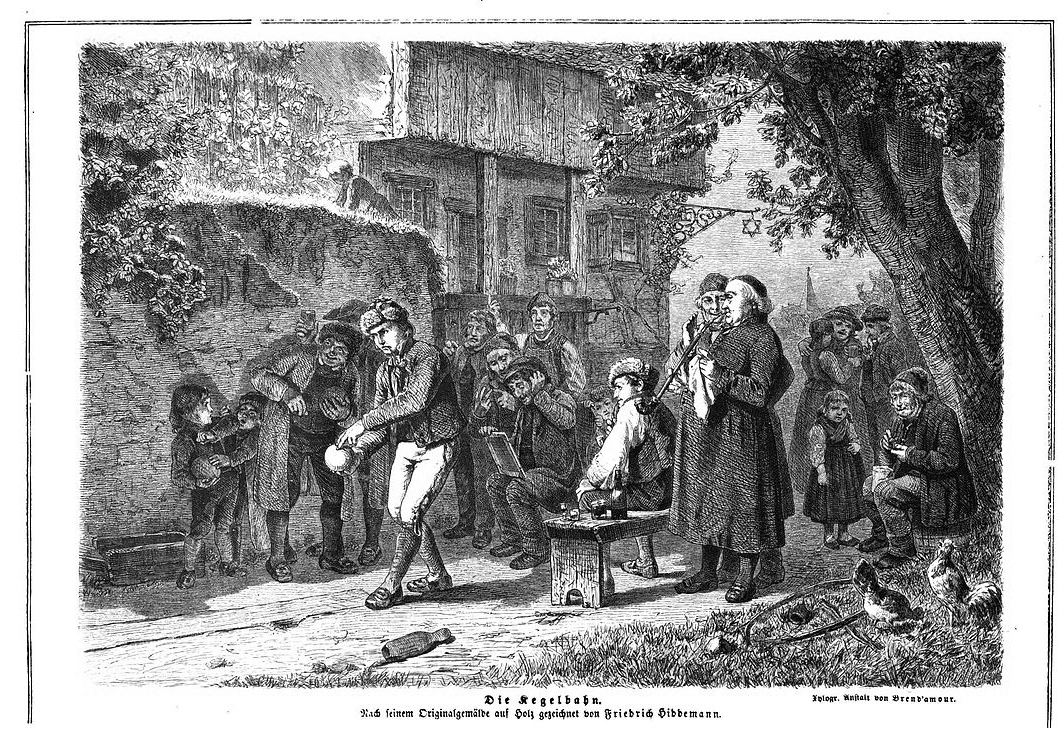
Jeu de quilles en Allemagne, Die Gartenlaube, 1864.

## Variantes

### Dans le monde
Parmi les variantes de jeux de quilles :
- Canada : Jeu de cinq-quilles (en) (Canada)
- Espagne :
  - Bolo palma (es) (Cantabrie)
  - Boule basque (eu) (pays basque)
- États-Unis :
  - Bowling
  - Candlepin bowling (en) (quilles en forme de chandelles ; États-Unis)
  - Duckpin bowling (en) (quilles plus petites/ressemblant à des canards ; États-Unis)
- Europe :
  - Ninepin Bowling Classic (ou quilles classic)
  - Schanzeln (en)
  - Skittles
- Finlande :
  - Kyykkä
  - Mölkky
- Italie : borella (it)
- Russie : gorodki
- Suède : kubb

### En France

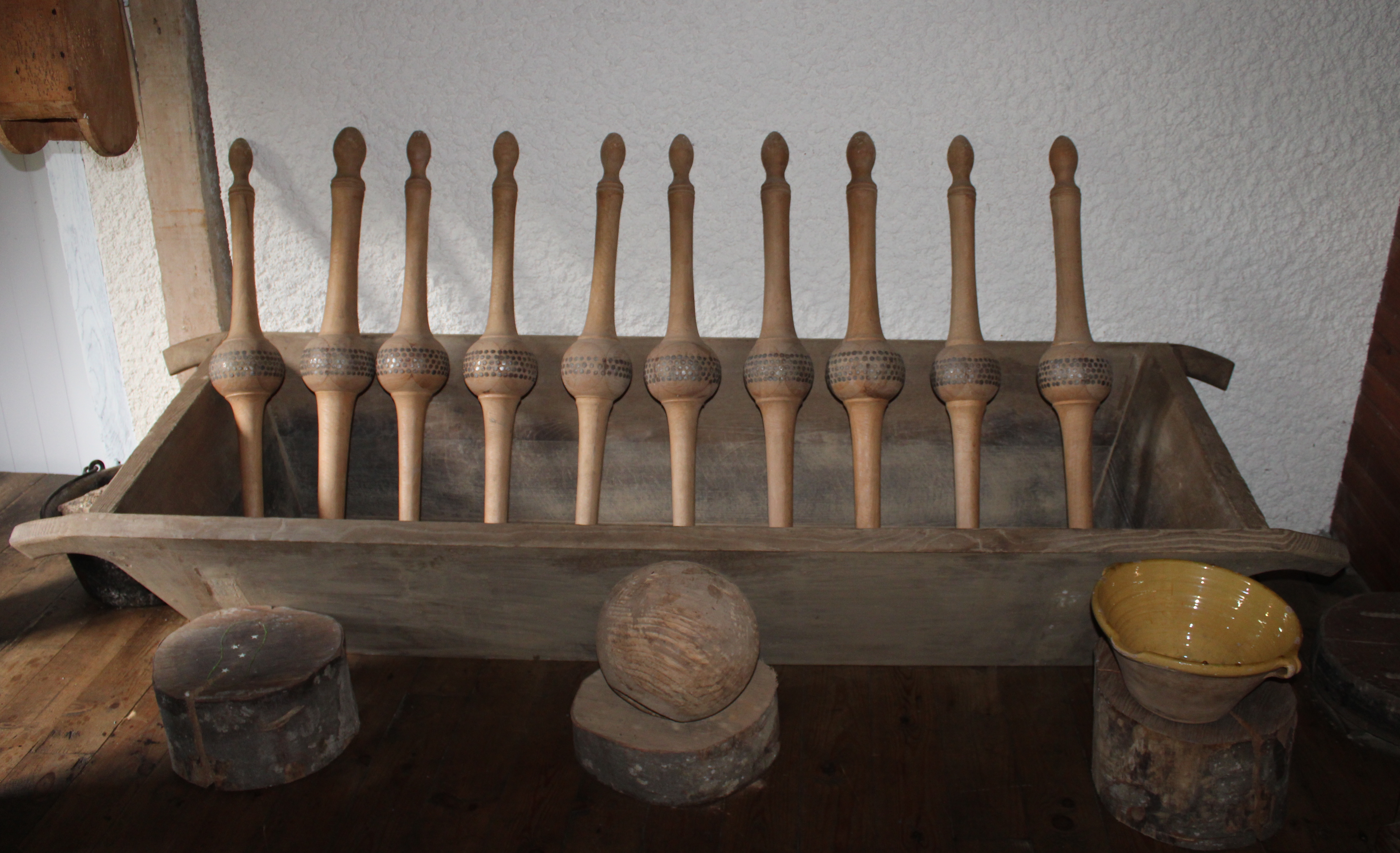
Jeu de quilles du Béarn.

#### Les jeux de quilles bressan
Le jeu de 7 quilles bressan dispose de multiples façons de jouer en fonction des localités. Le but du joueur est de faire tomber le plus de quilles possible en un lancer. Néanmoins, la condition première est de faire tomber la quille appelée « première » disposée face à l'axe de la piste. Cette pratique est inscrite à l'Inventaire du patrimoine culturel immatériel français depuis 2012.

#### Le jeu de quilles des treis soeus du Cotentin
Ce jeu de quilles dispose de deux règles, l'une appelée « deux lancers » et l'autre « au pari ». Le but de la règle "deux lancers" est de renverser les 3 quilles en forme de cône en un à deux coups. Une des conditions est que la boule ne doit pas rouler sur le sol, seulement éventuellement rebondir. Pour la règle « au pari », le joueur parie par exemple, qu'il fait tomber trois quilles en forme de cône pour 3 points et ainsi de suite jusqu'à arriver au nombre de points maximum décidé en début de partie par les participants. Cette pratique est inscrite à l'Inventaire du patrimoine culturel immatériel français depuis 2012.

#### Lerampeau
Ce jeu de quilles est traditionnel du sud-ouest de la France, avec des variantes locales :
- le jeu de quilles de trois (Landes)
- le jeu de quilles au maillet ou quilles de six (Gascogne)
- les quilles de huit (Aveyron)
- les quilles de neuf (Gascogne)

#### Autres jeu de quilles
- les quilles Saint-Gall (Alsace)
- les jeux de quilles bretons, voir jeux traditionnels bretons

En France, certaines des pratiques traditionnelles sont organisées en clubs, certains affiliés à la Fédération française de bowling et de sports de quilles (FFBSQ), d'autres à la Fédération nationale du sport en milieu rural (FNSMR).

### En Suisse
- le jeu de quilles du Valais
- le jeu de quille neuchâtelois

## Dans la culture populaire

### Liens avec des personnalités notables

#### Présidents américains
- En 1948, deux pistes de bowling furent installées au rez-de-chaussée de l'aile ouest de la résidence présidentielle américaine, la Maison Blanche, en guise de cadeau d'anniversaire pour le président en exercice, Harry S. Truman[3]. Ces pistes ont été déplacées dans l'Ancien Bâtiment de l'Exécutif (aujourd'hui le bâtiment de l'Exécutif Eisenhower) en 1955, au profit des employés de la Maison Blanche[4] ; leur ancien emplacement a été converti en une salle de reprographie, puis, bien plus tard, en salle de crise de la Maison Blanche[3]. Le 9 juillet 2014, la General Services Administration a publié, puis rapidement retiré, un appel d'offres pour remplacer les pistes de bowling Truman, considérées "irréparables" car elles n'avaient pas reçu "d'entretien, de modifications, de réparations ou d'attention professionnelle conforme aux normes de l'industrie" pendant quinze ans[4],[5].
- En 1969, des amis du président Richard M. Nixon, réputé être un passionné de bowling, ont fait construire une piste de bowling monorail dans un espace souterrain situé sous le portique nord du bâtiment[3]. La piste de bowling monorail a subi d'importantes rénovations en 1994, puis en 2019[6].

### Peintures
- Une peinture datant d'approximativement 1810, exposée au Hall de la renommée et au musée international de bowling à St. Louis, Missouri (avant son déménagement le 26 janvier 2010, sur le campus international de bowling à Arlington, Texas), dépeint des joueurs de bowling britanniques pratiquant le sport en extérieur dans la première représentation picturale connue du "ten-pin bowling" sous quelque forme que ce soit, avec une formation triangulaire de dix quilles, chronologiquement avant son apparition aux États-Unis. Une photo de cette peinture a été publiée dans les pages du magazine américain Bowlers Journal en 1988[7].
- Le 28 janvier 1950, la peinture intitulée Bowling Strike de George Hughes (1907-1989)[8] a figuré en couverture du Saturday Evening Post[9].
- En 1982, le peintre expressionniste américain LeRoy Neiman a réalisé une peinture célèbre représentant le million-dollar strike de la star de la PBA Earl Anthony[10].

### Utilisation informelle
- On dit souvent aux enfants qui ont peur des orages que le tonnerre est le bruit de Dieu qui joue au bowling[11].